# Leptostylus armatus
Leptostylus armatus är en skalbaggsart som beskrevs av Monné och Hoffmann 1981. Leptostylus armatus ingår i släktet Leptostylus och familjen långhorningar. Inga underarter finns listade i Catalogue of Life.